# Бокситогорски рејон
Бокситогорски рејон (рус. Бокситогорский район) административно-територијална је јединица другог нивоа и општински рејон у југоисточном делу Лењинградске области, на северозападу европског дела Руске Федерације.
Административни центар рејона је град Бокситогорск. Према проценама националне статистичке службе Русије за 2014, на територији рејона је живело 51.941 становника или у просеку око 7,23 ст/км².

## Географија
Бокситогорски рејон смештен је у југоисточном делу Лењинградске области, и обухвата територију површине 7.180 км², што чини 9,59% рејонске територије, и по том параметру налази се на 3. месту међу 17 рејона у области. На истоку се граничи са рејонима Вологодске области, на југу је Новгородска област, док се на северу и западу граничи са Тихвинским рејоном Лењинградске области. Административни центар рејона град Бокситогорск налази се на око 250 километара источно од Санкт Петербурга.
Највећи део рејонске територије налази се на благо заталасаној Тихвинској греди која је део моренског Валдајског побрђа, на надморским висинама између 150 и 250 метара. Идући ка западу надморска висина постепено опада све до између 50 и 100 метара, и то је подручје познато као Тихвинска равница.
На подручју рејона је зона умереноконтиненталне климе, са просечним јануарским температурама од −10 °C, односно јулским од +17 °C. Годишња сума падавина има вредност између 650 и 700 милиметара. Најисточнији делови рејона налазе се у басену реке Волге, односно Каспијског језера (реке Чагода, Лид и Колп), док преостали део територије припада басену Балтичког мора ка којем се одводњава преко река Воложба и Тихвинка.
На подручју рејона налазе се знатна лежишта боксита, кречњака, доломита и тресета.

## Историја
Бокситогорски рејон успостављен је 25. јула 1952. године и у свом саставу првобитно је имао 17 сеоских совјета. Привремено је био расформиран 1. фебруара 1963, али је поново успостављен две године касније. Статус општинског рејона има од 1996. године.

## Демографија и административна подела
Према подацима пописа становништва из 2010. на територији рејона су живела укупно 53.842 становника, док је према процени из 2014. ту живело 51.941 становника, или у просеку 7,23 ст/км². По броју становника Бокситогорски рејон се налази на 14. месту у области.
| 1959.  | 1970.  | 1979.  | 1989.  | 2002.  | 2010.  | 2014.   |
| ------ | ------ | ------ | ------ | ------ | ------ | ------- |
| 52.875 | 55.665 | 49.999 | 49.452 | 59.195 | 53.842 | 51.941* |

Напомена: * Према процени националне статистичке службе.
На подручју рејона постоји укупно 261 сеоско насеље, а рејонска територија је подељена на 9 другостепених општина (3 урбане и 6 руралних), те на подручја два града – Бокситогорска (који је уједно и административни центар рејона) и Пикаљова. Статус урбаног насеља има још и варошица Јефимовски. Урбано је око 78% рејонске популације, док у сеоским центрима живи тек око 12.000 становника.

## Привреда и саобраћај
Најважнији извор прохода рејона долази од индустријске производње која чини око 75% укупног провредног дохотка рејона. Индустријска производња Бокситогорског рејона има удео од 3,2% у индустријској производњи целе области, а најразвијеније су индустрија алуминијума (фабрика глинице у Бокситогорску) и хемијска индустрија.
Најважнији саобраћајни правци који пролазе преко територије Бокситогорског рејона су железничка линија Санкт Петербург—Пикаљово—Вологда и магистрални друм А114 од Вологде до Нове Ладоге.